# Sverige ved sommer-OL 1920
Sverige ved sommer-OL 1920. Sportsudøvere fra Sverige deltog i flere sportsgrene under Sommer-OL 1920 i Antwerpen. Sverige blev næst bedste nation med nitten guld-, tyve sølv- og 25 bronzemedaljer. 

## Medaljer
| 1920 Antwerpen | Guld | Sølv | Bronze | Total |
| Sverige        | 19   | 20   | 25     | 64    |

### Medaljevinderne
| Sverige under OL 1920 i Antwerpen | Sverige under OL 1920 i Antwerpen | Sverige under OL 1920 i Antwerpen | Sverige under OL 1920 i Antwerpen     | Sverige under OL 1920 i Antwerpen |
| Medaljer                          | Udøver | Sport                             | Øvelse                                | Resultat                          |
| --------------------------------- | --- | --------------------------------- | ------------------------------------- | --------------------------------- |
| Guld                              | Gustaf Dyrssen | Moderne femkamp                   | Moderne femkamp, individuelt          |                                   |
| Guld                              | Gillis Grafström | Kunstløb                          | single, damer                         | 7,0                               |
| Guld                              | Claes Johansson | Brydning                          | græsk-romersk stil, let tungvægt      |                                   |
| Guld                              | Magda Julin | Kunstløb                          | single, damer                         | 12,0                              |
| Guld                              | Carl Hugo Johansson | Skydning                          | 600 m armégevær, liggende             | 58 point                          |
| Guld                              | Anders Larsson | Brydning                          | fristil, let tungvægt                 |                                   |
| Guld                              | Janne Lundblad på "Uno" | Hestesport                        | Dressur                               | 27,937                            |
| Guld                              | Håkan Malmrot | Svømning                          | 200 meter bryst, mænd                 | 3.04,4 min                        |
| Guld                              | Håkan Malmrot | Svømning                          | 400 meter bryst, mænd                 | 6.31,8 min                        |
| Guld                              | Helmer Mörner på "Germania" | Hestesport                        | Military                              | 1775,00                           |
| Guld                              | William Pettersson | Atletik                           | Længdespring                          | 7,15 meter                        |
| Guld                              | Harry Stenqvist | Cykling                           | 175 km landevej                       | 4.40.01,8                         |
| Guld                              | Arvid Wallman | Udspring                          | højt spring                           | 183,50 point                      |
| Guld                              | Carl Westergren | Brydning                          | græsk-romersk stil, mellemvægt        |                                   |
| Guld                              | Claës König på "Tresor" Frank Martin på "Kohort" Daniel Norling på "Eros II" Hans von Rosen på "Poor Boy" | Hestesport                        | Spring, hold                          | 14                                |
| Guld                              | Gustaf Dyrsch på "Salamis" Åge Lundström på "Ysra" Helmer Mörner på "Germania" Georg von Braun på "Diana" | Hestesport                        | Military, hold                        | 5057,50                           |
| Guld                              | "Kullan" Gösta Lundqvist Gösta Bengtsson Rolf Steffenburg | Sejlsport                         | 30m²-klassen                          |                                   |
| Guld                              | "Sif" Axel Rydin Yngve Holm Georg Tengvall Tore Holm | Sejlsport                         | 40m²-klassen                          |                                   |
| Guld                              | Fausto Acke Albert Andersson Arvid Andersson-Holtman Helge Bäckander Bengt Bengtsson Fabian Biörck Erik Charpentier Sture Ericsson-Ewréus Konrad Granström Helge Gustafsson Åke Häger Ture Hedman Sven Johnson Sven-Olof Jonsson Karl Lindahl Edmund Lindmark Bengt Mohrberg Frans Persson Klas Särner Curt Sjöberg Gunnar Söderlindh John Sörenson Erik Svensén Gösta Törner | Gymnastik                         | Holdkamp (svensk system)              | 1364 point                        |
| Sølv                              | Erik Adlerz | Udspring                          | 10 m tårnudspring                     | 495,40 point                      |
| Sølv                              | Eric Backman | Atletik                           | Terrænløb                             | 27.15,6                           |
| Sølv                              | Mauritz Eriksson | Skydning                          | 600 m armégevær, liggende             | 56 point                          |
| Sølv                              | Thor Henning | Svømning                          | 200 meter bryst, mænd                 | 3.09,2 min                        |
| Sølv                              | Thor Henning | Svømning                          | 400 meter bryst, mænd                 | 6.45,2 min                        |
| Sølv                              | Folke Jansson | Atletik                           | trespring                             | 14,48 meter                       |
| Sølv                              | Fredric Landelius | Skydning                          | 100 m løbende hjort, dobbeltskud      | 77                                |
| Sølv                              | Erik de Laval | Moderne femkamp                   | Moderne femkamp, individuelt          |                                   |
| Sølv                              | Carl Johan Lind | Atletik                           | Hammerkast                            | 48,43 meter                       |
| Sølv                              | Åge Lundström på "Ysra" | Hestesport                        | Military                              | 1738,75                           |
| Sølv                              | Svea Noren | Kunstløb                          | single, damer                         | 12,5                              |
| Sølv                              | Bertil Sandström på "Sabel" | Hestesport                        | Dressur                               | 26,312                            |
| Sølv                              | Nils Skoglund | Udspring                          | højt spring                           | 183,00 point                      |
| Sølv                              | Gottfrid Svensson | Brydning                          | fristil, letvægt                      |                                   |
| Sølv                              | Alfred Swahn | Skydning                          | 100 m løbende hjort, enkeltskud       | 41                                |
| Sølv                              | Oscar Eriksson Sigvard Hultcrantz Leonard Lagerlöf Erik Ohlsson Ragnar Stare | Skydning                          | 50 m riffel, holdskydning             | 1873                              |
| Sølv                              | Anders Andersson Gunnar Gabrielsson Sigvard Hultcrantz Anders Johnson Casimir Reuterskiöld | Skydning                          | 50 m militærrevolver, hold            | 2289                              |
| Sølv                              | Edward Benedicks Bengt Lagercrantz Fredric Landelius Alfred Swahn Oscar Swahn | Skydning                          | 100 m løbende hjort dobbeltskud, hold | 336                               |
| Sølv                              | Sigfrid Lundberg Ragnar Malm Axel Persson Harry Stenqvist | Cykling                           | 175 km landevej, hold                 | 19.23.10,0                        |
| Sølv                              | "Elsie" Gustaf Svensson Percy Almstedt Ragnar Svensson Erik Mellbin | Sejlsport                         | 40m²-klassen                          |                                   |
| Bronze                            | Erik Abrahamsson | Atletik                           | Længdespring                          | 7,08 meter                        |
| Bronze                            | Erik Almlöf | Atletik                           | Trespring                             | 14,27 meter                       |
| Bronze                            | Eric Backman | Atletik                           | 5.000 meter                           | 15.13,0                           |
| Bronze                            | Bo Ekelund | Atletik                           | Højdespring                           | 1,90 meter                        |
| Bronze                            | Nils Engdahl | Atletik                           | 400 meter                             | 50,0                              |
| Bronze                            | John Jansson | Udspring                          | højt spring                           | 175,00 point                      |
| Bronze                            | Carl Gustaf Lewenhaupt på "Mon Coeur" | Hestesport                        | Spring                                | 4                                 |
| Bronze                            | Carl Johan Lind | Atletik                           | Vægtkast                              | 10,255 meter                      |
| Bronze                            | Bertil Ohlson | Atletik                           | Tikamp                                | 6580,03 point                     |
| Bronze                            | Eva Olliwier | Udspring                          | 10 m tårnudspring, damer              | 166,00 point                      |
| Bronze                            | Ernst Nilsson | Brydning                          | fristil, tungvægt                     |                                   |
| Bronze                            | Albert Pettersson | Vægtløftning                      | mellemvægt                            | 235,0 kg                          |
| Bronze                            | Erik Pettersson | Vægtløftning                      | let tungvægt                          | 267,5 kg                          |
| Bronze                            | Hans von Rosen på "Running Sister" | Hestesport                        | Dressur                               | 25,125                            |
| Bronze                            | Gösta Runö | Moderne femkamp                   | Moderne femkamp, individuelt          |                                   |
| Bronze                            | Agne Holmström William Pettersson Sven Malm Nils Sandström | Atletik                           | 4 x 100 m stafet                      | 42,9                              |
| Bronze                            | Eric Backman Sven Lundgren Edvin Wide | Atletik                           | 3000 meter, hold                      | 24                                |
| Bronze                            | Eric Backman Gustaf Mattsson Hilding Ekman | Atletik                           | Terrænløb, hold                       |                                   |
| Bronze                            | Carl Green Anders Mårtensson Oskar Nilsson | Hestesport                        | Voltige, hold                         |                                   |
| Bronze                            | Aina Berg Emily Machnow Carin Nilsson Jane Gylling | Svømning                          | 4 x 100 m fri, damer                  | 5.43,6 min                        |
| Bronze                            | Erik Blomkvist Mauritz Eriksson Carl Hugo Johansson Gustaf Adolf Jonsson Erik Ohlsson | Skydning                          | 600 m armégevær, liggende, hold       | 287                               |
| Bronze                            | Olle Ericsson Mauritz Eriksson Walfrid Hellman Carl Hugo Johansson Leonard Lagerlöf | Skydning                          | 300 m armégevær stående, hold         | 281                               |
| Bronze                            | Per Kinde Fredric Landelius Erik Lundquist Erik Sökjer-Petersén Karl Richter Alfred Swahn | Skydning                          | Trap, holdskydning                    | 500                               |
| Bronze                            | Harald Julin Robert Andersson Vilhelm Andersson Erik Bergqvist Max Gumpel Pontus Hanson Erik Andersson Nils Backlund Theodor Nauman Torsten Kumfeldt | Vandpolo                          | vandpolo                              |                                   |